# Schlagwaffe

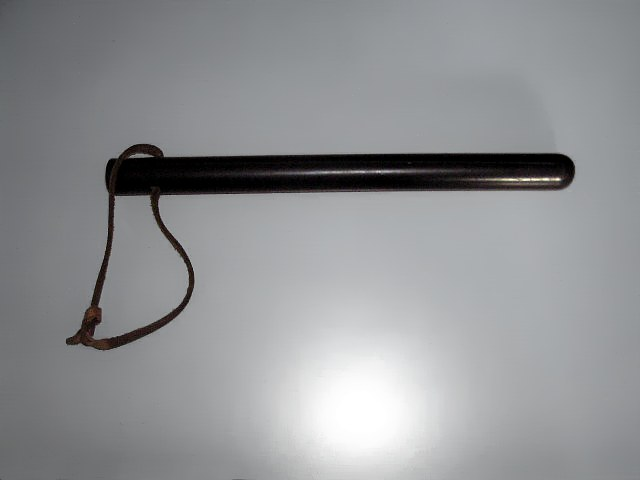
Schlagstock, wie ihn die Polizei in Österreich früher nutzte

Eine Schlagwaffe ist eine Waffe, bei der die Kraft des Schlags genutzt wird, um einen Schaden zu erzielen. Sie wirkt nicht durch Einstechen, sondern durch eine rohe Übertragung der Kraft. Sofern Metall für Klingenbesatz eingesetzt wird, zählt sie zu den Blankwaffen. Die Schlagwaffe wird mit der Muskelkraft des Besitzers genutzt. Für einen Teilbereich dieser Waffen ist gelegentlich auch der Begriff Wuchtwaffe zu finden.

## Geschichtliches
Die Schlagwaffen stellen wahrscheinlich die älteste Waffenform überhaupt dar. Die Übergänge zwischen den Schlag- und den Hiebwaffen sind oft fließend, da beispielsweise ein Säbel, ein Schwert oder eine Hellebarde sowohl zum Hieb oder Schlag gegen einen Gegner als auch zum Schneiden oder Stechen (als Stichwaffe) eingesetzt werden kann (vergleiche Stangenwaffe). Ähnliches gilt für das Beil oder die Axt. Der Hauptunterschied zwischen „reinen“ Schlagwaffen und Hiebwaffen ist die geschliffene Klinge bei der Hiebwaffe. Auch eine typische Schlagwaffe wie der Streitkolben kann mit Klingen versehen sein und so als Hiebwaffe eingesetzt werden. Viele Formen der Schlagwaffen, die über den Stab bzw. Stock oder die bloße Keule hinausgehen, sind bereits solche Mischformen. Neben der Ausstattung mit Klingen ist/war die mit Stacheln und Schlagdornen wie bei Morgenstern oder Streithammer sehr verbreitet.

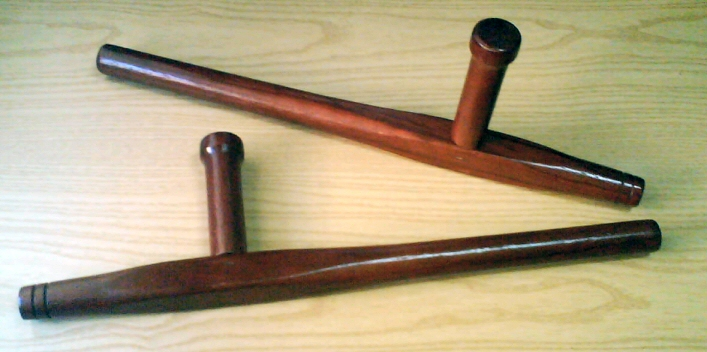
Tonfas

## Als Waffen verwendete Werkzeuge
Im deutschen Strafrecht werden „gefährliche Werkzeuge“ als Gegenstände definiert, die durch ihre Beschaffenheit und die Art der Benutzung erhebliche Körperverletzungen hervorrufen können. Dies schließt auch Gegenstände mit ein, die bei gewöhnlicher Verwendung ungefährlich sind. Der Bundesgerichtshof entschied (2009), dass selbst ein Springer- oder Cowboystiefel im Fall von absichtlicher Gewaltausübung als gefährliches Werkzeug bewertet werden kann.
Beispiele für Schlagwaffen:
- Bō
- Flegel
- Keule
- Lathi
- Morgenstern
- Nunchaku
- Schlagring
- Schlagstock
- Shillelagh
- Streitkolben
- Streithammer
- Quarzsandhandschuh
- Teleskopschlagstock
- Totschläger

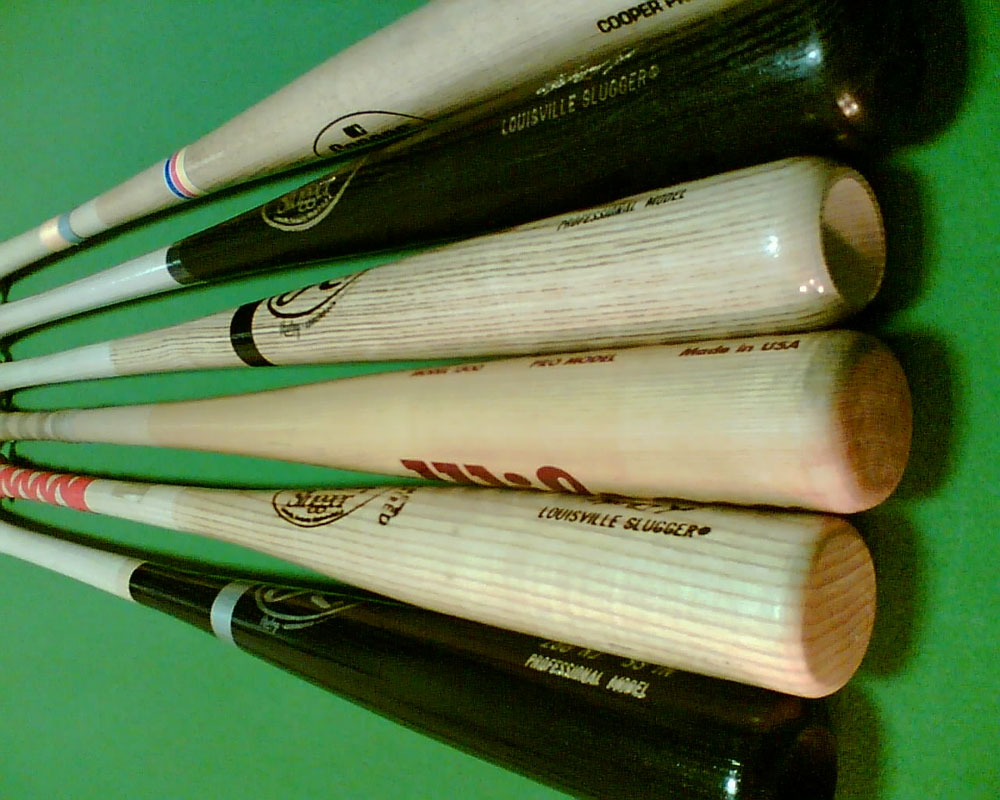
Baseballschläger

Auch folgende Gegenstände werden als Schlagwaffen verwendet (teilweise zweckfremd):
- Baseballschläger
- Hammer
- Peitsche
- Tonfa

## Künstlerische Darstellungen von Schlagwaffen

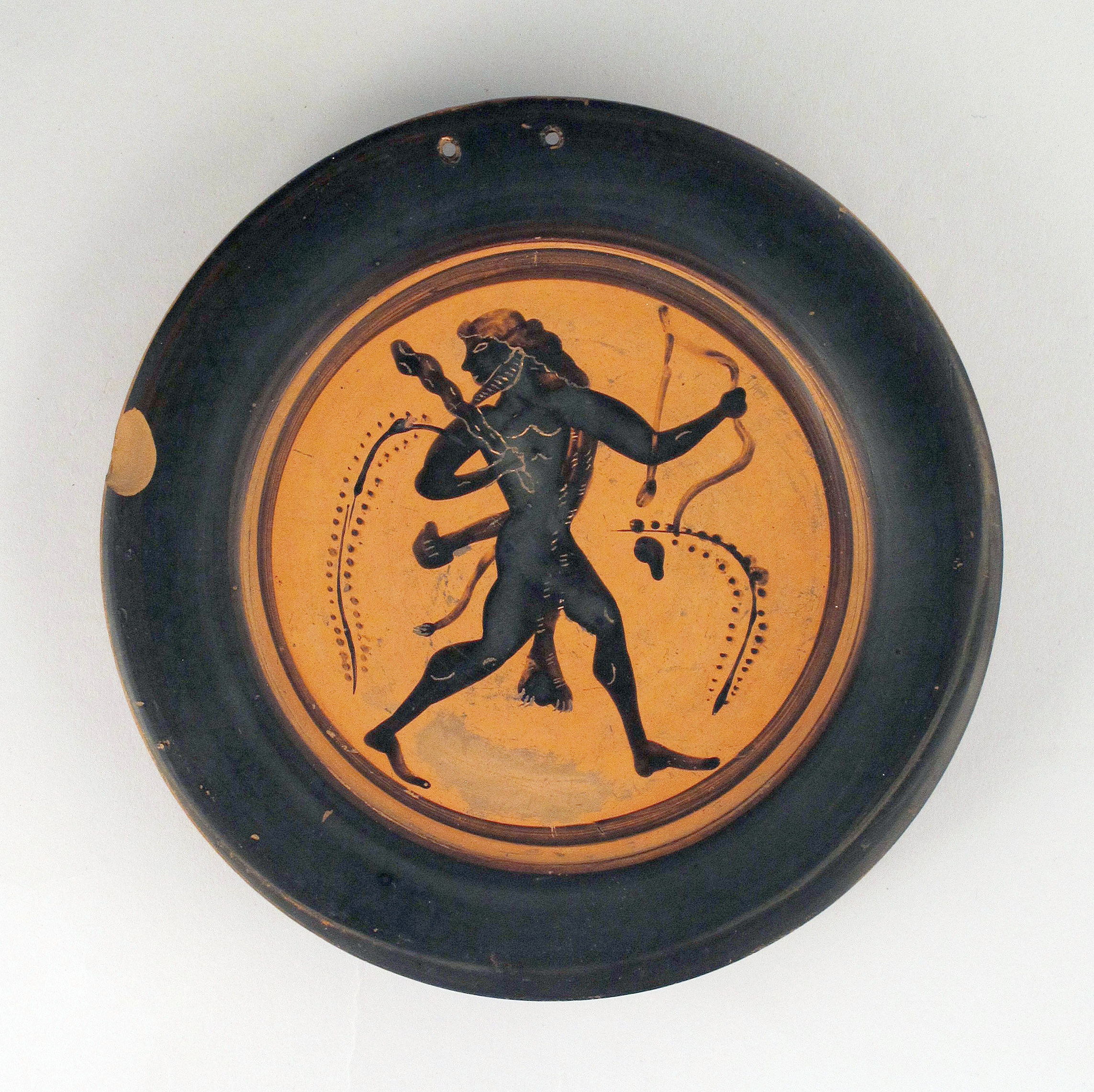
Griechischer Teller mit Keulenträger (ca. 500 B. C.)
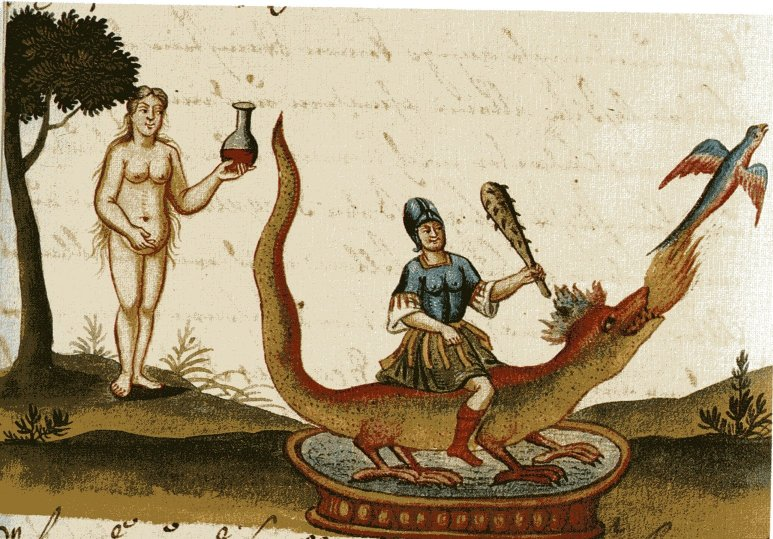
Drachenreiter mit Keule, Italien (1738)
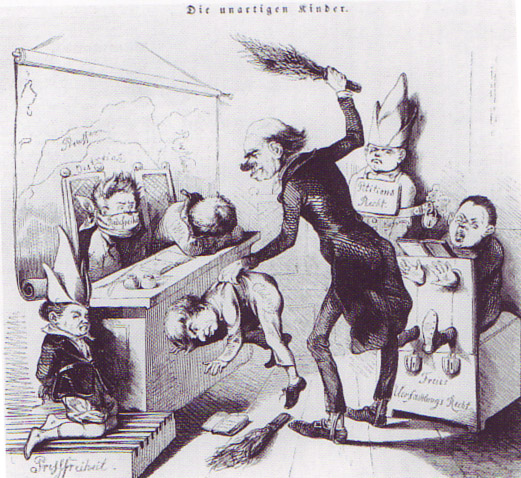
Karikatur eines Lehrers mit Rute „Die unartigen Kinder“ (1849)
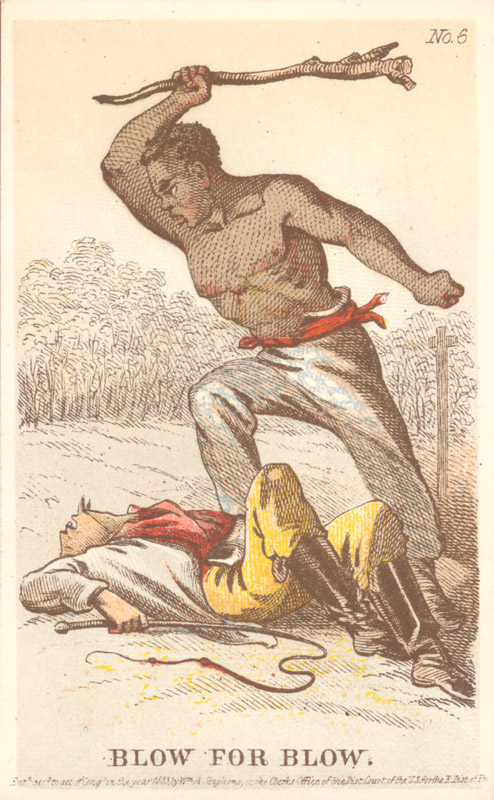
Ehemaliger Sklave schlägt auf einen Soldaten aus den Südstaaten ein (Sezessionskrieg, ca. 1863)
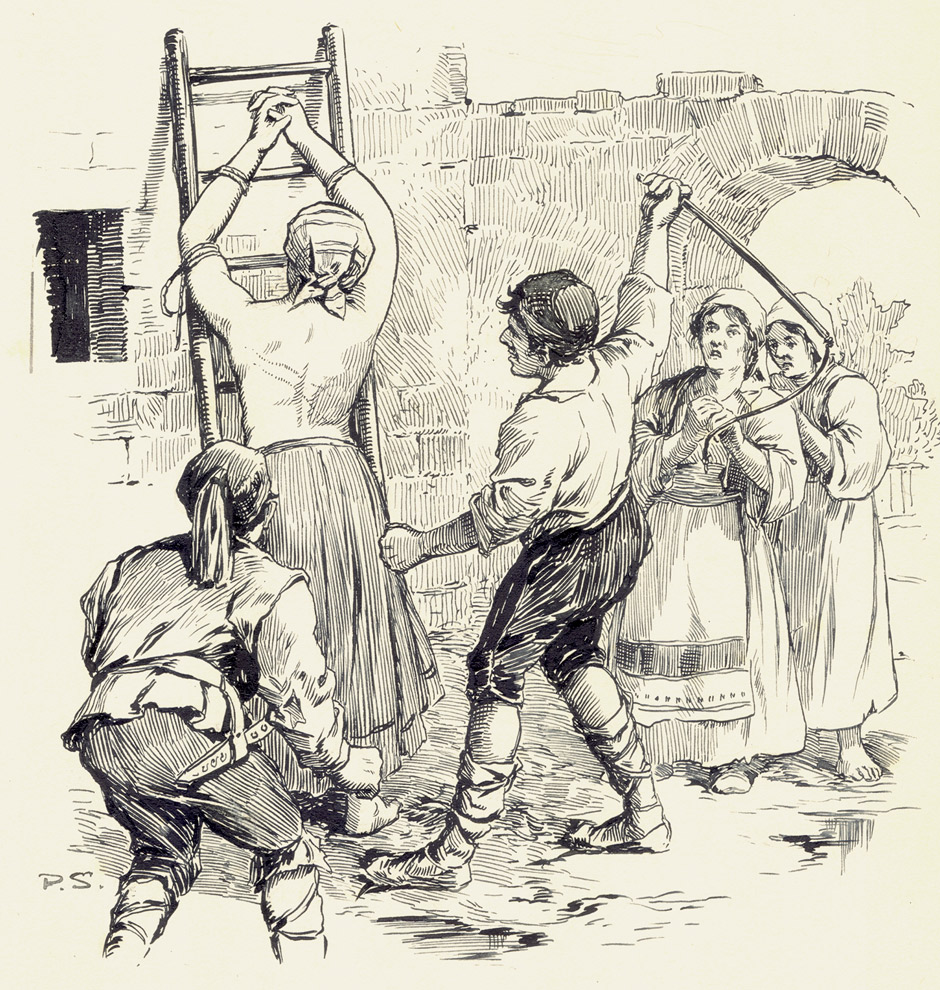
Auspeitschen einer Magd, Peter Schnorr (1908)
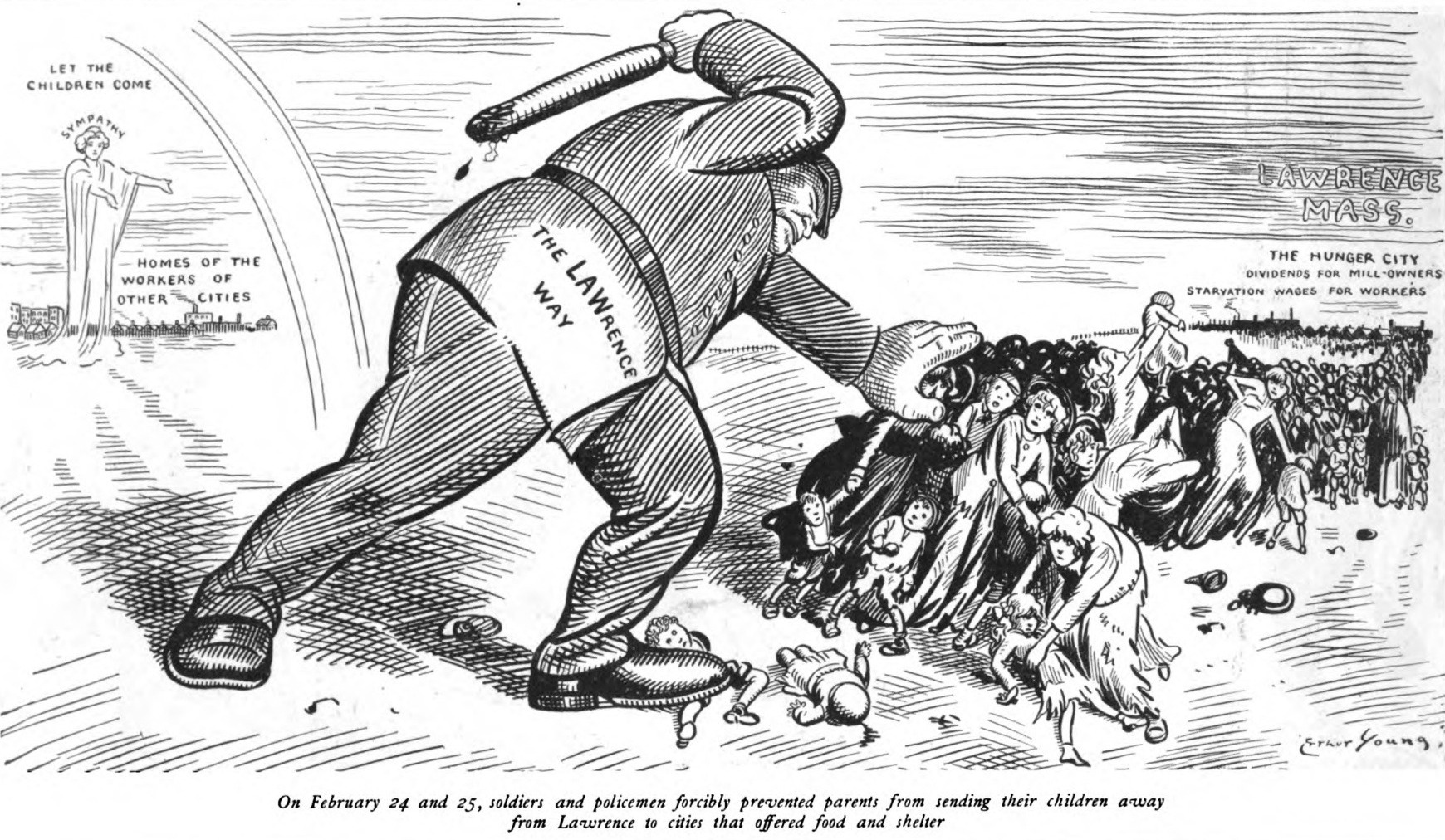
Politischer Cartoon (Lawrence Strike, 1912)
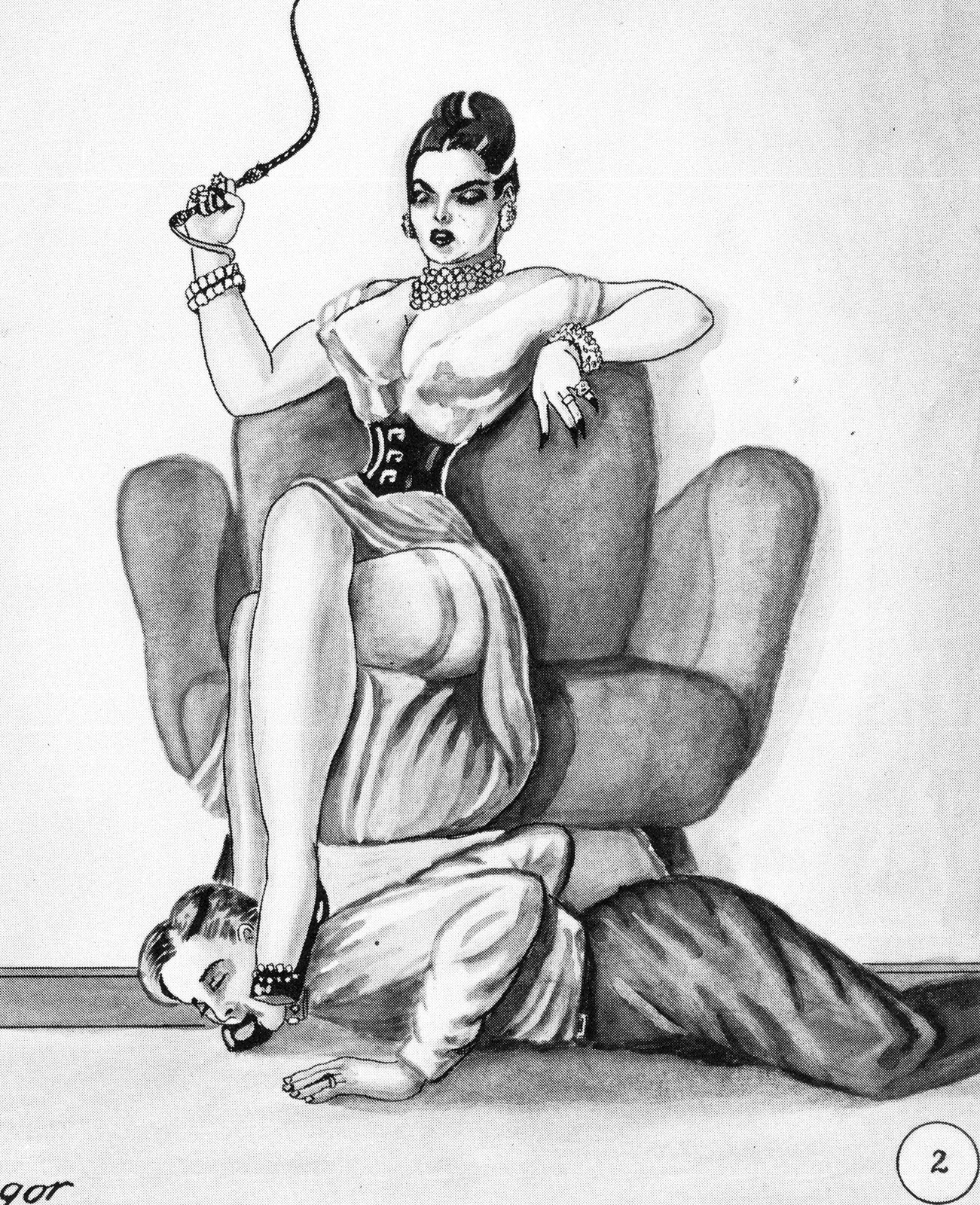
Alternative Nutzung einer Peitsche im BDSM